# Nonnenstraat (Nijmegen)
De Nonnenstraat is een straat in de wijk Benedenstad van de Nederlandse stad Nijmegen. De straat ligt niet ver van de Waalkade, en loopt vanaf een kruispunt met de Smidstraat, Priemstraat, Ganzenheuvel in oostelijke richting tot aan de  Grotestraat en Vleeshouwerstraat.
De straat heeft een rijksmonument, de synagoge aan Nonnenstraat 21.

## Geschiedenis
De straat wordt vanaf begin 15e eeuw genoemd als Nonnenstrate of Nonnengasse. De naam verwees naar een vrouwenklooster. Vanaf midden 18e eeuw wordt de straat vermeld als Nonne Straat. De huidige schrijfwijze is bekend sinds 1812.
De synagoge kwam gereed in 1756. Naast deze synagoge is in 1872-1873 ook een joodse school gebouwd.
Henriëtte Presburg, de moeder van Karl Marx, werd in de Nonnenstraat geboren. Ze woonde hier tot haar twintigste en verhuisde daarna naar Het Swarte Schild in de Grotestraat, waar ze vervolgens nog zes jaar woonde. Vroeger werd abusievelijk gedacht dat het huis in de Grotestraat waar ze woonde ook haar geboortehuis was. Henriëtte Presburg trouwde in de synagoge aan de Nonnenstraat met Heinrich Marx, de vader van Karl Marx.
Tot en met de eerste helft van de 20e eeuw kwamen er meerdere kleine steegjes (gassen) uit op de Nonnenstraat: de Grotegas, Schapengas, Proosthof en Rozengas. Tijdens de Wederopbouw na de Tweede Wereldoorlog zijn al deze kleine straatjes verdwenen.  Alleen via een poort in de bebouwing en een trap is er tegenwoordig nog een verbinding tussen de Nonnenstraat en de Achter de Vismarkt. 